# Eisfeld
Eisfeld – miasto w Niemczech, w kraju związkowym Turyngia w powiecie Hildburghausen nad rzeką Werrą.
Do 30 grudnia 2013 miasto pełniło funkcję „gminy realizującej” dla gminy wiejskiej Bockstadt, ale następnego dnia gmina ta została przyłączona do miasta i stała się automatycznie jego dzielnicą.
Od 1 stycznia 2012 do 31 grudnia 2018 miasto pełniło podobnie funkcję „gminy realizującej” (niem. erfüllende Gemeinde) dla gminy wiejskiej Sachsenbrunn, która następnego dnia została przyłączona do miasta i stała się również jego dzielnicą.

## Współpraca
Miejscowości partnerskie:
- Ahorn, Bawaria
- Ham, Francja